# Living lab
Un living lab è un concetto ed approccio all'attività di ricerca incentrato sull'utente e sull'ecosistema di Open innovation, operando spesso in un contesto territoriale (città, agglomerato urbano, regione) e integrando processi d'innovazione e di ricerca in una partnership tra persone pubblico e privato.
Il concetto è basato su un approccio di co-creazione sistematica e di processi di innovazione e ricerca integrati.
Questi sono integrati attraverso la co-creazione, l'esplorazione, la sperimentazione e la valutazione di idee innovative, di scenari, concetti e relativi manufatti tecnologici in casi d'uso reali.
Questi casi d'uso coinvolgono le comunità d'utenti, non solamente come soggetti osservanti ma anche come fonti di creazione.
Questo approccio permette a tutte le parti interessate di considerare sia le prestazioni globali del prodotto o servizio che la sua potenziale adozione da parte degli utenti. Queste considerazioni devono essere fatte in una prima fase della ricerca e sviluppo attraverso tutti gli elementi del ciclo di vita del prodotto, dalla progettazione al riciclo (Ingegneria concorrente).